# Ben Wyvis (Berg)
Ben Wyvis (schottisch-gälisch: Beinn Uais) ist ein 1046 Meter hoher Berg im Norden Schottlands. Er liegt in Easter Ross, Ross and Cromarty, Highlands, nordwestlich von Dingwall. Der Berg bildet einen hügeligen Rücken, der über eine Länge von etwa fünf Kilometern ungefähr von Norden nach Süden verläuft und dessen höchste Kuppe der als Munro eingestufte Glas Leathad Mòr bildet. Der Bergrücken besteht aus metamorphem, pelitischen Gneis aus der Moine-Gruppe.
Der Bergrücken ist mit an seinen langen Glashaaren zu erkennenendem Wolligen Zackenmützenmoos (Racomitrium lanuginosum) bedeckt – im Unterschied zu dem im schottischen Gebirge sonst eher verbreiteten Heidekraut oder Gras –, während die unteren Hänge eher von Zwergstrauchheide und Marschland geprägt sind. Heide und Marschland beheimaten eine Vielzahl an Pflanzen, wie Zwergbirke, Moltebeere, Zwerghartriegel oder Alpen-Bärentraube. Der Standort ist ein bedeutendes Brutgebiet für den Mornellregenpfeifer und beherbergt mindestens 2,4 % der Brutpopulation in Großbritannien. Das Gebiet ist sowohl als nationaler Naturschutzpark sowie als besonderes Schutzgebiet ausgewiesen.
Der Berg wird üblicherweise von Westen erstiegen, da diese Seite sehr einfach von der Straße A835 zu erreichen ist. Die unteren Hänge sind bewaldet und gehören der Forestry Commission. Der Bergrücken selbst ist Nationaler Naturschutzpark.
Ben Wyvis befindet sich am nördlichen Rand der Ländereien des Munro-Clans. Das Land wird den Munros traditionell von der Krone überlassen. Der König erklärte einst, sie behalten ihr Land unter der Bedingung, zu Mittsommer einen Schneeball zu beschaffen, falls das gefordert wird. Diese Bedingung kann vom Clan einfach erfüllt werden, da in einigen Gebirgskaren seines Grunds ganzjährig Schnee liegt.